# بوکویرا
بوکویرا (به پرتغالی: Boquira) یک منطقهٔ مسکونی در برزیل است که در باهیا واقع شده‌است. بوکویرا ۲۱٬۴۹۷ نفر جمعیت دارد.